# IFA Берлин
Вижте пояснителната страница за други значения на IFA.
IFA (на немски: Internationale Funkausstellung Berlin) е ежегодна международна изложба за битова електроника, провеждана в Берлин. Известна е и като Берлинското радиошоу. Това е една от най-старите индустриални изложби в Германия и едно от най-главните търговски шоута в света.
Изложбата се организира от The German Association for Entertainment and Communications Electronics съвместно с Messe Berlin GmbH и се провежда в изложбения център на Берлин през септември всяка година.
Шоу платформата позволява на участниците да представят най-новите си продукти и разработки на широката публика. В резултат на ежедневните репортажи в почти всички международни медии информацията за изложбата достига широко разпространение.
В целия ход на нейната история тук за първи път са представени голям брой световни иновации.
Ежегодно през април организаторите на изложбата провеждат пресконференция, на която се анонсират основните събития на предстоящото мероприятие.
Към 2015 IFA е „най-голямото европейско техническо шоу“. 245 000 посетители и 1645 изложители посещават IFA 2015.